# Michel Ocelot
Michael Ocelot (nascut el 27 d'octubre del 1943) és un escriptor, dissenyador, artista de guió gràfic i director francès. També ha treballat com a animador, artista de fons i narrador, a més de haver estat president de l'Associació Internacional de Cinema d'Animació des del 1994 fins al 2000.
És més conegut per la seva pel·lícula d'animació Kirikú i la bruixa, el seu primer llargmetratge, tot i que les seves obres anteriors (curtmetratges i sèries de televisió) ja havien aconseguit reconeixements en premis com els Césars i els BAFTA. També va rebre la distinció de Cavaller de la Legió d'Honor el 23 d'octubre del 2009 i el Lifetime Achievement Award a l'Animafest de Zagreb.

## Biografia
Va néixer l'any 1943 a Villefranche-sur-Mer, a la Costa Blava, França, en el si d'una família catòlica. Va viure a Guinea, a l'Àfrica Occidental, tota la seva infantesa i va tornar a Anjou, a França, durant la seva adolescència. D'adolescent, jugava i creava produccions teatrals fetes amb joguines i va ser gràcies a la pel·lícula de Hermína Týrlová Vzpoura hraček (“La revolta de les joguines”, 1946) i a un llibre sobre animació stop-motion que es va inspirar per convertir-se en animador.

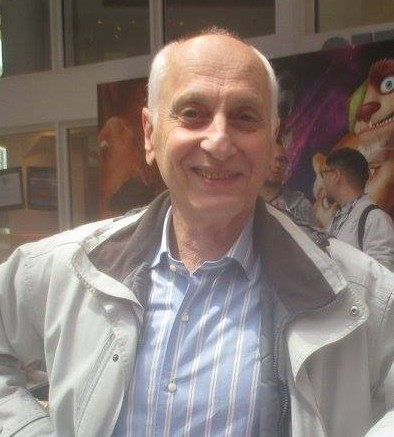
Michel Ocelot al Festival Internacional de Cinema d'Animación d'Annecy, 2016.

No va estudiar mai animació a una escola, sinó que va estudiar Arts Decoratives, primer a l'Ecole régionale des Beaux-Arts a Angers, després a lÉcole nationale supérieure des arts décoratifs a París i també a lInstitut d'Arts de California, a Los Angeles.
La seva obra es caracteritza per la utilització d'una gran varietat de tècniques d'animació. Va anar canviant l'estil i la tècnica amb cada projecte, però sempre, o gairebé sempre, treballava dins dels gèneres fantàstics dels contes de fades i altres subgèneres folklòrics. Alguns, com era Kirikú i la bruixa, eren adaptacions lliures de fàbules i llegendes, i altres partien d'històries originals formades a partir de les arrels d'aquestes fàbules. Ocelot descriu el seu procés de creació com “jugar amb pilotes que innumerables malabaristes ja han fet servir des de fa incomptables segles. Aquestes pilotes, que han passat de mà en mà, no són noves, però, avui, sóc jo el malabarista.”
El seu interès en el cinema d'animació va començar com a amateur, produint durant les seves vacances i amb el seu grup d'amics un conjunt de curtmetratges on utilitzava lliurement les tècniques que li interessaven. Segons Ocelot, això va donar com a resultat creacions molt variades utilitzant tècniques molt simples. El treball d'aquest director, tot i variar de tècniques, es caracteritza per la recerca de la simplicitat, del mètode més senzill de fer les coses.
La utilització de tècniques com l'animació amb siluetes o l'animació amb retalls el vinculen amb figures com la directora alemanya Lotte Reiniger o Karel Zeman. Tot i així, Ocelot troba el cinema de Reiniger “bastant arcaic i no molt atractiu”. Admira l'art de l'antic Egipte, la ceràmica grega, l'artista japonès Katsushika Hokusai i il·lustradors com Arthur Rackham, W. Heath Robinson i, sobretot, Aubrey Beardley.
Tot i que el seu treball havia estat bastant reconegut arreu d'Europa, i també molt respectat per figures com Isao Takahata (co-fundador de l'Studio Ghibli i director del doblatge en japonès de les pel·lícules d'Ocelot), el seu èxit es va veure limitat a països com els Estats Units o el Regne Unit a causa de la nuesa omnipresent (tot i que mai sexual) dels personatges. Tot i així, a tots aquests països es va classificar com a apte per a totes les edats.
Al 2007, va aconseguir més reconeixement als països de parla anglesa quan va dirigir el vídeo musical per un single de l'artista islandesa Björk.

## Filmografia
| Any  | Títol                                                                | Format                | Duració      |
| ---- | -------------------------------------------------------------------- | --------------------- | ------------ |
| 1974 | Le Tabac                                                             | Curtmetratge          | 1 min.       |
| 1976 | Gédeon                                                               | Sèrie de televisió    | 60 × 5 min.  |
| 1979 | Les Trois Inventeurs                                                 | Curtmetratge          | 13 min.      |
| 1981 | Les Filles de l'égalité                                              | Curtmetratge          | 1 min.       |
| 1982 | Beyond Oil                                                           | Vídeo educatiu        | 20 min.      |
| 1982 | La Légende du pauvre bossu                                           | Curtmetratge          | 7 min.       |
| 1983 | La Princesse insensible                                              | Sèrie de televisió    | 13 × 4 min.  |
| 1987 | Les Quatre Vœux                                                      | Curtmetratge          | 5 min.       |
| 1989 | Ciné si                                                              | Sèrie de televisió    | 8 ×12 min.   |
| 1992 | Les Contes de la nuit                                                | Especial de televisió | 26 min.      |
| 1998 | Kirikou et la sorcière (Kirikú i la bruixa)                          | Llargmetratge         | 71 min.      |
| 2000 | Princes et princesses (Prínceps i princeses)                         | Llargmetratge         | 70 min.      |
| 2005 | Kirikou et les bêtes sauvages (Kirikú i les bèsties salvatges)       | Llargmetratge         | 75 min.      |
| 2006 | Azur et Asmar (Azur i Amar)                                          | Llargmetratge         | 90 min.      |
| 2007 | "Earth Intruders"                                                    | Vídeo Musical         | 4 min.       |
| 2007 | Kirikou et Karaba (Kirikú i Karaba)                                  | Representació teatral |              |
| 2008 | L'Invité aux noces                                                   | Vídeo                 |              |
| 2010 | Dragons et princesses (Dragons i princeses)                          | Sèrie de televisió    | 10 × 13 min. |
| 2011 | Les Contes de la nuit (Els contes de la nit)                         | Llargmetratge         | 84 min.      |
| 2012 | Kirikou et les hommes et les femmes (Kirikú i els homes i les dones) | Llargmetratge         | 88 min.      |